# Barbara Weldens
Barbara Weldens (* 17. April 1982 im Département Hérault, Frankreich als Barbara Micheline Georgette Jacquinot; † 19. Juli 2017 in Gourdon, Département Lot, Frankreich) war eine französische Sängerin, Songwriterin und Musikwissenschaftlerin. Ihren musikalischen Durchbruch hatte sie mit ihrem ersten, im Februar 2017 veröffentlichten Chanson-Album Le Grand H de l’Homme. Kurz darauf starb sie mit 35 Jahren bei einem Bühnen-Unfall, als sie während eines Konzertauftritts einen Stromschlag erlitt.

## Persönliches und Ausbildung
Weldens wurde 1982 im südfranzösischen Hérault geboren, einem Département in der Region Okzitanien mit der Hauptstadt Montpellier. Sie wuchs in einem Zirkus auf und erlernte als Kind das Jonglieren sowie Akrobatik, darunter auch die Arbeit am Trapez. Den Namen Weldens übernahm ihre Familie vom Stammvater der Zirkusdynastie. Später studierte sie am Konservatorium von Sète Klavierspiel. Im Jahr 2004 schloss sie ihre musikwissenschaftliche Ausbildung an der Université Montpellier III, der Université Paul-Valéry, ab, die nach dem Lyriker, Philosophen und Essayisten Paul Valéry benannt ist.
Privat war sie mit dem Comedian und Musiker Fred Lopez liiert. Aus dieser Beziehung stammt die Tochter Ginou Lopez Weldens (* [spätestens] 2009); im Herbst 2017 hätte ein weiteres Kind geboren werden sollen. Die Tochter Ginou ist inzwischen als Kinder- und Jugenddarstellerin in Spielfilmen sowie regionalen Theaterproduktionen aktiv und spielt wie die Mutter Klavier.

## Musikalische Karriere
Nach ihrem Musikstudium wandte sich Barbara Weldens dem Chanson zu. Im Jahr 2016 gewann sie den Nachwuchspreis des Festivals Jacques Brel. Häufig trat sie gemeinsam mit der Pianistin Barbara Hammadi und der Geigerin Marion Diaques auf. Mit deren Unterstützung veröffentlichte sie im Februar 2017 ihr Album Le Grand H de l’Homme. Von Kritikern wurde es hochgelobt und die damals 34-Jährige galt daraufhin in Frankreich als aufstrebende Künstlerin. Alle ihre Songs schrieb die Musikerin selbst. Weldens’ Auftritt am Unfalltag war eines der ersten Konzerte im Rahmen ihrer vorgesehenen Tournee durch Frankreich und Belgien im Sommer 2017.

## Tod
Am 19. Juli 2017 trat Weldens beim Festival Léo Ferré, benannt nach dem Chansonnier Léo Ferré, im südfranzösischen Gourdon im Département Lot auf. Der Veranstaltungsort war eine mittelalterliche Bergkirche, die Église des Cordeliers, die zu einer Konzerthalle umgewidmet worden war. Während des Auftritts erlitt sie einen Kreislaufkollaps, stürzte von der Bühne und starb noch dort an einem Herz- und Atemstillstand. Ursache war, wie die nachfolgenden Untersuchungen ergaben, ein Stromschlag, den sie erlitten hatte, als sie – typisch für ihre Auftritte – barfuß über die Bühne gelaufen war. Dabei war sie auf ein defektes, unter Strom stehendes Gerät getreten.
Nach Informationen der Nachrichtenagentur Agence France-Presse war Weldens während eines nächtlichen Stromausfalls plötzlich auf der Bühne zusammengebrochen; herbeigeeilte Sanitäter konnten die Musikerin nicht mehr wiederbeleben. Mit ihr starb ihr noch ungeborenes Kind. Anfänglich war eine Verbindung des Vorfalls zu den damals in der Region zahlreichen Gewittern in Betracht gezogen worden.
In ähnlicher Weise starben durch einen Stromschlag bei Bühnenunfällen:
- Agustín Briolini († 23. November 2014), der 22-jährige Sänger der argentinischen Rockband Krebs,
- Richard „Chico“ Guzman († 28. Juli 1972), ein 29-jähriger Hochseilartist und Schwiegersohn von Karl Wallenda und
- Leslie Harvey († 3. Mai 1972), 27-jähriger Leadgitarrist der schottischen Rockband Stone the Crows.[13]

Als Zwanzigjähriger erlitt Nick Lowe, Songwriter und damals Sänger und Bassist der Rockband Brinsley Schwarz, am 6. Juli 1969 einen Stromschlag bei einem Auftritt im legendären Marquee Club in London, er konnte jedoch wiederbelebt werden.

## Musikalische Einordnung und Würdigung
Dem Genre nach gehört die Musik Weldens’ zum Chanson. Mehrere Quellen sehen sie in der Tradition des Chanson réaliste, das zu Beginn des 20. Jahrhunderts, ausgehend von Motiven und Themen des literarischen Naturalismus, begründet wurde. Wichtige Vertreterinnen dieser Richtung waren anfänglich Künstlerinnen wie Marie Dubas, Damia und Marguerite Boulc’h (alias: Fréhel), nachfolgend auch die junge Édith Piaf. Andere Quellen ordnen Weldens’ Musik allgemeiner dem Folk oder der „traditionellen französischen Popmusik“ zu. Wieder andere sehen Parallelen zur Sängerin Barbara oder zu Jacques Brel.
Über Weldens’ tödlichen Bühnenunfall wurde vielfach international berichtet, sowohl über den Vorfall an sich wie auch über die nachfolgenden Ermittlungen. In Deutschland berichtete unter anderem Bild.de am 20. Juli 2017, der Kölner Stadt-Anzeiger am 21. Juli sowie die Augsburger Allgemeine, RP Online und Merkur.de, jeweils am 23. Juli, in Österreich ORF.at am 20. Juli und die Tageszeitung Der Standard am 21. Juli, in der Schweiz unter anderem Telebasel am 21. Juli 2017. Im Vereinigten Königreich griff unter anderem die BBC den Unfall Weldens’ und die Hintergründe am 20. Juli 2017 auf.
Anlässlich ihres fünften Todestages im Juli 2022 wurde mehrfach in den Medien, insbesondere in französischsprachigen, an Weldens erinnert.

## Gerichtsverfahren wegen Weldens’ Tod
Nach langwierigen Ermittlungen gaben die Justizbehörden im Oktober 2022 bekannt, wegen des Todes der schwangeren Künstlerin Anklage vor dem Strafgericht von Cahors zu erheben. Angeklagt wurden ein für die damalige Lichttechnik verantwortlicher Bühnentechniker, ein Tontechniker sowie der veranstaltende Verein Les Amis de la Butte. Die mündliche Verhandlung wurde auf den 15. Dezember terminiert.
Die Anhörung zweier technischer Sachverständiger ergab schwerwiegende technische Mängel der Bühnentechnik, veraltete Bühnenscheinwerfer, die ohne Sicherung für den Fall eines Kurzschlusses angeschlossen worden waren, sowie eine schadhafte Isolierung des Gesangsmikrofons; beides hätte bei gebotener Sorgfalt erkannt und verhindert werden können. In der Verhandlung wurde bekannt, dass der Lichttechniker tragischerweise ein enger Freund von Weldens und ihrem Partner war; auch wurde bekannt, dass die im Strafprozess vertretenen Angehörigen der Künstlerin keine Bestrafung der Techniker und der Vertreter des veranstaltenden Vereins wünschten, da sie wegen knapper Finanzen immer mit diesen Mitteln hätten arbeiten müssen. Die Verteidigung sah eine primäre Verantwortlichkeit der für den Veranstaltungsort zuständigen Gemeinde in Bezug auf die technische Ausstattung und die ungenügende Aufsicht. Für die Urteilsverkündung bestimmte das Gericht den 16. Februar 2023.
Der Lichttechniker wurde wegen fahrlässiger Tötung zu einer Freiheitsstrafe von 18 Monaten auf Bewährung verurteilt, der Tontechniker hingegen freigesprochen. Der veranstaltende Verein erhielt eine Geldstrafe in Höhe von 20.000 Euro auf Bewährung.

## Trivia
In dem Debüt-Roman Le voyage vers sa destinée von Théo Dontenvill aus dem Jahr 2021 benennt der sinnierende Erzähler unter anderem, jedoch an erster Stelle, Barbara Weldens und ihr Album Le Grand H de l’Homme als einen musikalischen Grund, in der Jetztzeit zu leben statt 1993, dem Ausgangspunkt einer Zeitreise.

## Veröffentlichungen
Barbara Weldens veröffentlichte von ihr geschriebene und selbst eingespielte sowie selbst gesungenen Lieder unter eigenem Namen. Vereinzelt trat sie auch als Autorin und Mitautorin für andere Künstler in Erscheinung.
- Le Grand H de l’Homme (CD, Album), Association Printival (PRIN1704), 2017 (Text, Musik und Gesang bei allen 12 Songs)
- Le Grand H de l’Homme (Explicit) (CD, Mini-Album), Association Printival, 2017 (einen Tag vor dem Album erschienen mit 3 Songs daraus)
- A Mes Flancs als Track 16 von 19 der Compilation-CD France Bleu Live (La Compil Vol. 1), France Bleu Hérault, 2017 (Song aus ihrem Album)
- Zut Zoë (CD, Album) der Chansonsängerin Zut Zoë (Elodie Vom Hofe), 2009 (Autorin des Titelsongs; Mitautorin [zusammen mit dem 1962 geborenen Chansonnier Laurent Roussel] von 3 weiteren der insgesamt 12 Songs)

## Auszeichnungen (Auszug)
- Prix Révélation Scène 2016 der Académie Charles-Cros
- 1. Preis im Nachwuchswettbewerb des Jacques Brel Festivals[2][27]